# Synagoga w Nidzicy
Synagoga w Nidzicy – nieistniejąca obecnie synagoga w Nidzicy.
Pierwszą synagogę i łaźnię żydowską utworzył Chamsach Baruch w „zameczku” – niegdyś siedzibie krzyżackiego wójta. W 1807 roku budynek ten rozebrano. Od roku 1830 istniał w Nidzicy dom modlitwy. Poświęcenie kolejnej, nowej synagogi, odbyło się 4 września 1884 roku przy ówczesnej Mühlenstraße (obecna ul. Żeromskiego). Budynek zniszczony został w czasie wydarzeń nocy kryształowej 9 listopada 1938 roku. Na miejscu synagogi władze zbudowały „Grenzlandmuseum” (muzeum Pogranicza).